# Alberatura e attrezzatura delle imbarcazioni a vela
Alberatura e attrezzatura delle imbarcazioni a vela

## Generalità
Per alberatura di una imbarcazione a vela si intende l'insieme di tutti gli alberi, del cordame e sartiame e tutti quegli accessori che vengono utilizzati per poterli fissare. 
Il cordame è costituito da quelle cime che danno origine alle manovre correnti, mentre il sartiame è l'insieme delle sartie e delle manovre fisse che sostengono gli alberi. L'alberatura dei velieri ha lo scopo di reggere la velatura e di permettere a questa di essere spiegata, onde per sfruttare la pressione del vento che produrrà la propulsione al veliero. Per questo motivo anche l'alberatura è divisa in più parti

## Alberatura dei piccoli velieri
Generalmente in questi piccoli velieri gli alberi non sono più di due, e il loro nome dipende dal tipo di attrezzatura. Il primo albero, situato verso prua, è chiamato albero di trinchetto, mentre il secondo, posto a poppavia del primo e normalmente più alto di questo, prende il nome di albero di maestra. Nel caso in cui l'imbarcazione adottasse un altro tipo di attrezzatura, il primo albero, posto a proravia, prende il nome di albero di maestra, mentre il secondo, il più basso e a poppavia del primo, prende il nome di albero di mezzana. 
Il tipo più antico di albero è quello a calcese, utilizzato ancora su imbarcazioni che riproducono i classici piccoli velieri del passato.
La sezione maggiormente utilizzata è quella ovale o rettangolare, allo scopo di aumentare la resistenza dell'albero nel senso longitudinale. La parte inferiore dell'albero, detta miccia, si incastra in un apposito pezzo detto scassa, fissato generalmente sul paramezzale. L'albero passa attraverso il ponte in un'apposita apertura detta maestra e, per fissarlo, vengono introdotti dei cunei tra l'albero e la maestra.
- Bompresso: è quell'albero quasi orizzontale, che sporge dall'estrema prua
- Pennoni: sono quegli alberetti che sostengono le vele quadre
- Picchi: sono simili ai pennoni, ma vengono fissati alla parte poppiera dell'albero mediante una forcella e disposti obliquamente con la parte poppiera più alta di quella prodiera
- Boma: è un'asta a sezione pressoché circolare disposta nella parte poppiera dell'albero, a cui si articola mediante uno snodo cardanico chiamato trozza.

## Manovre fisse e manovre correnti
Sono chiamate manovre quell'insieme di cavi vegetali o metallici utilizzati per sostenere gli alberi e per manovrare le vele, i pennoni, i picchi, le antenne, ecc….
Quelle utilizzate per il sostegno sono dette manovre fisse o dormienti, mentre quelle utilizzate per la manovra delle vele sono dette manovre correnti o volanti.
Le principali manovre fisse sono le sartie, che sostengono l'alberatura in senso trasversale, e gli stralli che son disposti longitudinalmente a poppavia e a proravia dell'albero. Nelle imbarcazioni moderne le manovre correnti più frequentemente presenti sono: 
- Drizze: costituite da cavi tessili o cavi metallici flessibilissimi
- Scotte: sono le manovre utilizzate per orientare le vele
- Smagritore: è costituito da un cavo assicurato sopra all'angolo di mura del fiocco e rinviato ad un paranco o meno (secondo il tipo di barca)
- Cunningham: anche questa è una manovra che serve a regolare la concavità della randa
- Borose: sono delle piccole cime che passano attraverso apposite brancarelle praticate sulla parte inferiore della randa e vengono quindi rinviati in appositi bozzelli sul lato opposto del boma. Servono per tesare la base della randa o per dare la mano di terzaroli.

Tipi di vela
- Vela quadra: vela tipica, utilizzata nei grandi bastimenti a vela di un tempo e in quasi tutte le navi scuola delle varie marine, presenta la forma di un trapezio isoscele
- Randa Marconi: ha la forma di un triangolo rettangolo, di cui l'ipotenusa presenta una certa curvatura detta allunamento, la base è inferita al boma
- Vela latina: vela triangolare sostenuta da un unico pennone disposto obliquamente
- Fiocco genoa: vela triangolare di grandi dimensioni, avente l'angolo di scotta a poppavia dell'albero e l'angolo di mura all'estrema prua
- Fiocco: d dimensioni più piccole del fiocco genoa.

## Propulsione velica
Alcuni termini d'uso frequente nella maniera velica
- Sopravvento: indica il lato da cui spira il vento
- Sottovento: è il lato opposto a quello da cui spira il vento
- Nel letto del vento: termine usato per indicare che ci si trova nella direzione da cui proviene il vento
- Orzare: manovra che consiste nell'avvicinare la prua alla direzione da cui proviene il vento
- Poggiare: manovra opposta alla precedente, con la quale si allontana la prua dalla direzione cui spira il vento
- Cazzare: operazione consistente nel tesare un cavo il più possibile
- Tutta fuori: dicesi quando una vela di taglio è orientata per madiere, cioè secondo l'asse trasversale
- Mure a dritta e mure a sinistra: indicano che l'imbarcazione procede ricevendo il vento rispettivamente dal lato dritto o dal lato sinistro.

## Effetti del vento sullo scafo
Gli effetti principali che l'azione del vento produce sulla vela e che questa a sua volta produce sull'imbarcazione sono i seguenti:
- Avanzo e scarroccio: il vento, colpendo obliquamente la vela, genera la portanza e provoca la formazione di vortici che causano la resistenza
- Accostata: viene generata anch'essa dalla componente di scarroccio ed ha come effetto, quello di far accostare la prua da un lato o da quello opposto a seconda della sua posizione rispetto al punto di resistenza laterale

## Manovra e condotta delle imbarcazioni a vela

### Inferire le vele
Col termine inferire si intende assicurare la vela all'albero ed al boma. Il fiocco viene inferito allo strallo per mezzo di particolari ganci a molla detti garrocci o moschettoni. Per inferire la randa Marconi occorre cominciare ad inferire la base o piede sul boma, cominciando con i garrocci prossimi all'angolo di scotta e procedendo con l'infilare tutti i garrocci ed assicurando quindi l'angolo di mura ed infine l'angolo di scotta all'estremità poppiera del boma.